# Nikajská strana
Nikajská strana je označení té skupiny biskupů a církve, která v průběhu ariánské krize 4. století zastávala učení a vyznání víry Prvního nikajského koncilu z roku 325. Jiné označení pro tuto skupinu zní homoúsiáni.
Hlavním stanoviskem této strany bylo dogmatické tvrzení, že Ježíš Kristus jakožto Boží Syn a 2. z osob Trojice je soupodstatný Bohu Otci, kteréžto napadali stoupenci alexandrijského kněze Areia (Aria), jenž tvrdil, že Ježíš byl pouhý člověk a nikoli Bůh.
Mezi hlavní představitele nikajské strany patřili Alexandr z Alexandrie, Athanasios a později kappadočtí otcové, tj. Basil z Caesareje, Grégorios z Nazianzu a Grégorios z Nyssy. Nikajská strana dosáhla faktického vítězství až rozhodnutím Prvního konstantinopolského koncilu roku 381.